# 스마급 방호순양함
스마급 방호순양함(須磨型防護巡洋艦)은 일본 제국 해군의 방호순양함으로 스마형 방호순양함은 다카치호와 나니와 2척이 제작되었다. 두 배 모두 러일 전쟁과 제1차 세계 대전에 참전하였다.

## 개요
일본 최초의 국산 방호순양함인 ‘아키쓰시마’를 소형화시킨 개량형이다. 1891년도에 1척, 1893년에 1척이 계획되어 요코스카 진수부 조선부에서 건조를 맡게 되었다.
그러나 1894년에 발발한 청일 전쟁 개전에 맞추지 못했고, 1번함 ‘스마’가 1896년에, 2번함 아카시가 1899년에 준공되었다. 아카시는 스마에서 선체 치수 등이 변경되어 요목이 약간 달라지게 되었다.
스마는 1898년 삼등순양함으로 함종이 분류되었고, 1899년에는 일본인 보호를 위해 마닐라에 파견되었다.
아카시는 준공 때부터 삼등순양함에 편입되었고, 두 함은 1900년 의화단 운동이 발발하자 다구(大沽)에 파견되었다.
1904년 발발한 러일 전쟁에서는 황해 해전, 쓰시마 해전 등에 참여했다.
1912년에 이등순양함으로 분류되어, 제1차 세계 대전에 참가했다.
1921년에 이등해방함으로 등급이 변경되었다. ‘스마’는 1923년에 제적되고, 1928년에 폐선처리되었다. 아카시는 1928년에 제적되었고, 1930년에 격침 처분되었다.

## 참고자료
- 해군역사보존회 『일본해군사』 제7권 (第一法規出版, 1995년)
- 잡지「마루」(丸) 편집부 『사진 일본의 군함』 제5권 중순양함 I（고진샤, 1989년） ISBN 4-7698-0455-5
- 후쿠이 시즈오『후쿠이 시즈오 저작집 제4권 일본순양함 物語』（고진샤, 1992년) ISBN 4-7698-0610-8